# لینویل (تگزاس)
لینویل (به انگلیسی: Laneville) یک منطقهٔ مسکونی در ایالات متحده آمریکا است که در شهرستان راسک، تگزاس واقع شده‌است.